# Территориальные споры в Южно-Китайском море

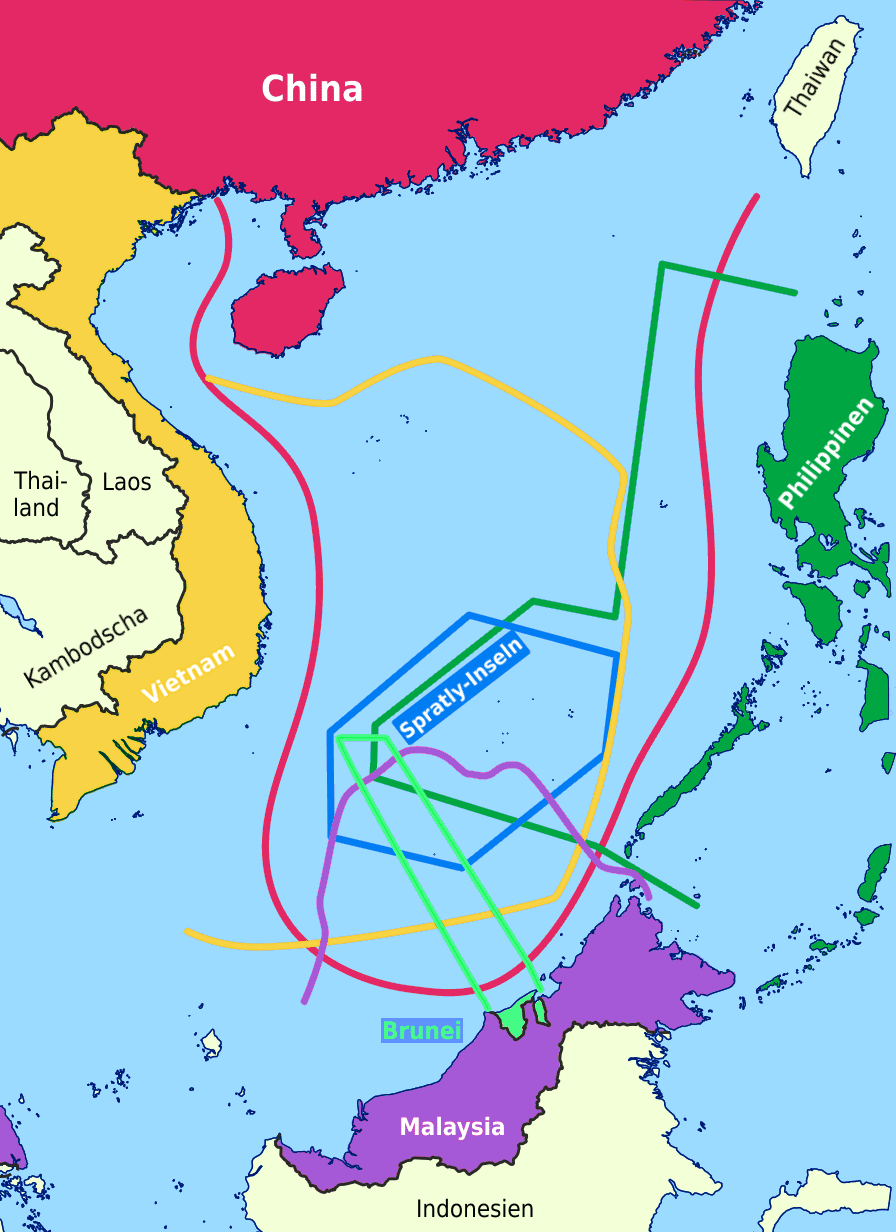
Спорные территории в Южно-Китайском море

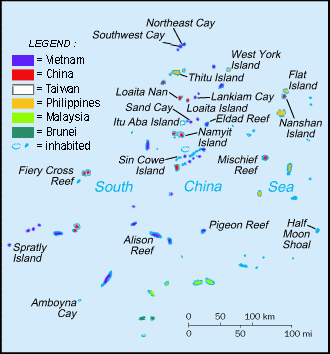

Территориальные споры в Южно-Китайском море включают конфликтующие островные и морские претензии в Южно-Китайском море, предъявляемые Брунеем, Индонезией, Малайзией, Филиппинами, Китайской Народной Республикой (КНР), Китайской Республикой (Тайвань) и Вьетнамом. Споры касаются островов, рифов, банок и других особенностей региона, включая острова Спратли, Парасельские острова, рифы Скарборо и различные границы в Тонкинском заливе. Воды около индонезийских островов Натуна, которые некоторые считают географической частью Южно-Китайского моря, также являются предметом спора.
По оценкам, через Южно-Китайское море ежегодно проходит мировая торговля на сумму 3,36 триллиона долларов США, что составляет треть мировой морской торговли. 80% импорта энергоносителей Китая и 39,5% от общего объёма торговли Китая проходит через Южно-Китайское море. Государства-истцы заинтересованы в сохранении или приобретении прав на рыбные запасы, разведку и потенциальную эксплуатацию сырой нефти и природного газа на морском дне различных частей Южно-Китайского моря, а также в стратегическом контроле над важными судоходными путями. Морская безопасность также является проблемой, поскольку продолжающиеся споры создают проблемы для судоходства.
По словам исследователей, претензии на какие-либо объекты не предъявлялись всерьёз до XIX или начала XX века. Парасельские острова, в настоящее время оккупированные Китаем, оспариваются Тайванем и Вьетнамом. Острова Спратли оспариваются всеми тремя, причём Вьетнам занимает наибольшее количество объектов, а Тайвань занимает самый большой, остров Тайпин. Бруней, Малайзия и Филиппины также претендуют на некоторые объекты в цепи островов. К 1970-м годам Филиппины, Тайвань и Вьетнам военным путём оккупировали один или несколько островов Спратли. К 2015 году КНР создала 8 форпостов, Малайзия — 5, Филиппины — 8, Тайвань — 1, а Вьетнам — 48.
На протяжении десятилетий Филиппины и Вьетнам были наиболее активными в строительстве искусственных островов в этом районе, но с 2014 по 2016 год строительная активность Китая опередила их. К 2023 году Китай отвоевал около пяти квадратных миль с помощью своих искусственных островов, по крайней мере на одном из которых размещалась военная техника.
Действия Китая в Южно-Китайском море подверглись критике как часть его так называемых стратегий «нарезки салями»/«обертывания капусты». С 2015 года США и другие государства, такие как Франция и Великобритания, проводили операции по обеспечению свободы судоходства (FONOP) в регионе. Арбитражный трибунал 2016 года, не определяя суверенитет ни одного из островов, пришёл к выводу, что у Китая нет исторических прав на морские районы в пределах девятипунктирной линии. Решение было отклонено как КНР, так и Китайской Республикой.

## Споры в регионе Южно-Китайского моря
| Спорная область                                 | Бруней | Китай | Индонезия | Малайзия | Филиппины | Тайвань | Вьетнам |
| ----------------------------------------------- | ------ | ----- | --------- | -------- | --------- | ------- | ------- |
| Девятипунктирная линия                          | ✔      | ✔     | ✔         | ✔        | ✔         | ✔       | ✔       |
| Вьетнамское побережье                           |        | ✔     |           |          |           | ✔       | ✔       |
| Морская акватория к северу от Борнео            | ✔      | ✔     |           | ✔        | ✔         | ✔       |         |
| Острова в Южно-Китайском море                   |        | ✔     |           | ✔        | ✔         | ✔       | ✔       |
| Морская акватория к северу от островов Натуна   |        | ✔     | ✔         |          |           | ✔       |         |
| Морская акватория к западу от Палавана и Лусона |        | ✔     |           |          | ✔         | ✔       |         |
| Территория Сабаха (Северный Борнео)             |        |       | ✔         | ✔        | ✔         |         |         |
| Пролив Лусон                                    |        | ✔     |           |          | ✔         | ✔       |         |
| Тайвань и Китай                                 |        | ✔     |           |          |           | ✔       |         |

Споры касаются как морских границ, так и островов. Существует несколько споров, в каждом из которых участвует разная группа стран:
1. Зона, обозначенная девятьюпунктирной линией, на которую претендовала Китайская республика (1912—1949), позднее Китайская Народная Республика (КНР), которая охватывает большую часть Южно-Китайского моря и совпадает с претензиями на исключительную экономическую зону Брунея, Индонезии, Малайзии, Филиппин, Тайваня и Вьетнама.
2. Морская граница вдоль вьетнамского побережья между КНР, Тайванем и Вьетнамом.
3. Морская граница севернее Борнео между КНР, Малайзией, Брунеем, Филиппинами и Тайванем.
4. Острова, рифы, банки и отмели в Южно-Китайском море[англ.], включая Парасельские острова, остров Пратас, отмель Джеймса[англ.] и банки Верекера, банку Маклсфилда[англ.], рифы Скарборо[англ.] и острова Спратли между КНР, Тайванем и Вьетнамом, а также части района, также оспариваемые Малайзией и Филиппинами.
5. Морская граница в водах севернее островов Натуна между КНР, Индонезией, Тайванем и Вьетнамом[17].
6. Морская граница у побережья Палавана и острова Лусон между КНР, Филиппинами и Тайванем.
7. Морская граница, сухопутная территория и острова Сабах, включая Амбалат[англ.], между Индонезией, Малайзией и Филиппинами.
8. Морская граница и острова в Лусонском проливе между КНР, Филиппинами и Тайванем.

- Легенда:
- Китайская Республика (Тайвань): 1: Тайпин[англ.] 2: Чжунчжоу[англ.]
- Китай: 3: Йоншу[англ.] 4: Мэйцзи[англ.] 5: Чжуби[англ.] 6: Хуаян[англ.] 7: Наньсюнь[англ.] 8: Чигуа[англ.] 9:  Донмэнь[англ.]
- Филиппины: 10: Остров Флэт[англ.]  11: Ланкиам-Ки[англ.]  12: Лоита-Ки[англ.] 13: Остров Лотта[англ.]  14: Наньшань[англ.]  15: Норт-Ист-Ки[англ.]  16: Остров Титу[англ.]  17: Остров Уэст-Йорк[англ.]  18: Риф Коммодор[англ.]  19: Риф Ирвинг[англ.] 20: Риф Секонд-Томас[англ.]
- Вьетнам: 21: Саут-Уэст-Ки[англ.] 22: Сэнд-Ки[англ.] 23: Остров Намьит[англ.] 24: Остров Син-Кау[англ.] 25: Остров Спратли[англ.] 26: Амбойна-Ки[англ.] 27: Риф Грирсон[англ.] 28: Риф Централь-Лондон[англ.] 29: Риф Пирсон[англ.] 30: Риф Барк-Канада[англ.] 31: Риф Уэст-Лондон[англ.] 32: Риф Лэдд[англ.] 33: Риф Дискавери-Грейт[англ.] 34: Риф Пиджеон[англ.] 35: Риф Ист-Лондон[англ.] 36: Риф Элисон[англ.] 37: Риф Корнуоллис-Саут[англ.] 38: Риф Петли[англ.] 39: Риф Саут[англ.] 40: Риф Коллинз[англ.] 41: Риф Ландсдаун[англ.] 42: Риф Бомбей-Касл[англ.] 43: Банка Принца Уэльского[кит.] 44: Банка Вэнгард[кит.] 45: Банка Принс-Консорт[кит.] 46: Банка Грейнджер[англ.] 47: Банка Александра[кит.] 48: Отмель Орлеана[кит.] 49: Отмель Кингстон[кит.]
- Малайзия: 50: Риф Салоу[англ.] 51: Риф Ардасьер[англ.] 52: Риф Даллас[англ.] 53: Риф Эрика[англ.] 54: Риф Инвестигейтор[англ.] 55: Риф Маривелес[англ.]
- Бруней: 56: Риф Луиза[англ.]

## История
В 1734 году испанское колониальное правительство на Филиппинах опубликовало первое издание карты Веларде. В 1792 году испанское колониальное правительство на Филиппинах назвало рифы Скарборо - Basinloc во время обследования. Carita General del Archipelago Filipino 1808 года и Carita General del Archipelago Filipino 1875 года переиздали изображения с карты Веларде.
По словам отставного судьи Верховного суда Филиппин Антонио Карпио, территории на этих картах подпадали под суверенитет испанских Филиппин, включая рифы Скарборо (названную на языке коренного населения на картах Panacot) и острова Спратли (на картах Los Bajos de Paragua).
Китай придерживается иной точки зрения, утверждая, что карты, выпущенные в 1775, 1810 и 1817 годах, включают острова Спратли и Парасельские острова в качестве китайской территории. Первые карты Вьетнама, расширяющие его территорию до островов Спратли, были опубликованы в 1830 году при императоре Минь Манге.
После испано-американской войны Испания проиграла и уступила территорию Филиппин - Соединённым Штатам по Парижскому договору 1898 года. Парижский договор 1898 года создал договорную линию, где риф Скарборо, острова Спратли и части Тавитави продолжали находиться под испанским суверенитетом. Это привело к переговорам между Испанией и Соединёнными Штатами, которые завершились подписанием Вашингтонского договора 1900 года, который задним числом исправил Парижский договор 1898 года.
По состоянию на 2023 год Соединённые Штаты не занимают никакой позиции по вопросу суверенитета над географическими особенностями Южно-Китайского моря.
В 1909 году китайцы отреагировали на интерес Японии к добыче гуано на Парасельских островах, нанеся на их карту, разместив там китайский военно-морской персонал и подняв флаг, подтверждающий суверенитет Китая.
В 1930 году Соединённые Штаты и Великобритания подписали договор, в котором Великобритания признала территорию Филиппин, как она связана с границами Филиппин и Северного Борнео, которые включали рифы Скарборо и острова в архипелаге Спратли. Этот договор имеет обязательную международную силу, однако в 1961 году Соединённые Штаты направили дипломатическую ноту Филиппинам, указав, что ни одна из стран, подписавших договор, не согласилась с последующим толкованием Филиппинами этого договора как применимого к претензии на воды в пределах Договорных границ как часть территории Филиппин. Карпио утверждает, что это фактически обязывает страны-правопреемники Великобритании, такие как Малайзия и Бруней, признать право собственности Филиппин на острова.
В 1932 году Франция оккупировала Парасельские острова и предъявила претензии на эту территорию. Китай выразил протест и подал вербальную ноту, в которой заявил, что Парасельские острова являются «самой южной частью китайской территории». По словам Карпио, это можно интерпретировать как отрицание более поздних претензий Китая на острова Спратли. Он также сказал, что когда Франция официально заявила права на шесть объектов на островах Спратли в июле 1933 года, она сделала это для себя, а не как представитель Французского Индокитая и его преемников, таких как Вьетнам, хотя другой источник не согласен с этим утверждением. Также существуют разные мнения относительно того, протестовал ли Китай (и Япония) против французских претензий 1933 года или нет.

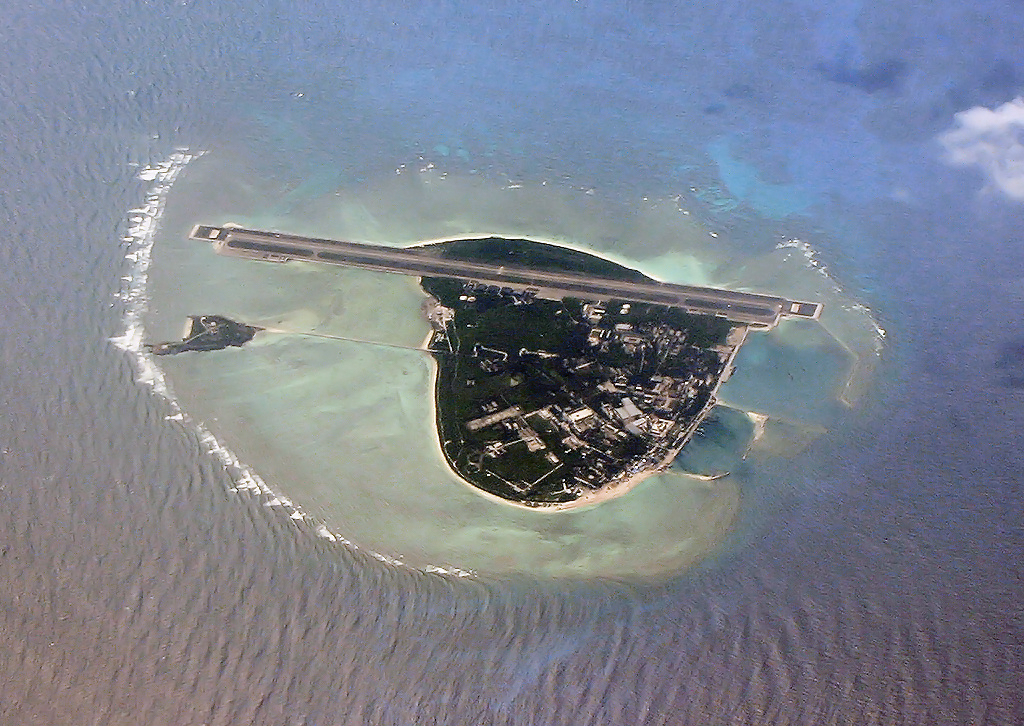
Вид с воздуха на юго-восточную сторону острова Вуди, входящий в состав КНР. На остров также претендуют Тайвань и Вьетнам.

К маю 1939 года японцы оккупировали большую часть Юго-Восточной Азии, включая Парасельские острова и острова Спратли. Во время Второй мировой войны Японская империя использовала острова в Южно-Китайском море в различных военных целях и утверждала, что острова не были никем заявлены, когда Императорский флот Японии взял их под свой контроль. Манила утверждает, что их фактический суверенитет в то время находился под американской территорией Филиппин.
Во время Второй японо-китайской войны в «Справочнике по Китаю (1937–1943)» указывалось, что его самой южной территорией является остров Тритон из Парасельских островов. В пересмотренном издании 1944 года в справочнике говорилось, что Китай, Индокитай и Филиппины претендуют на острова Спратли. По словам филиппинского судьи в отставке Антонио Карпио, Китай занимал эту позицию, когда опубликовал ещё одно издание в 1947 году, и претензии Китая являются «неполноценными» с точки зрения международного права.
В 1947 году Китайская Республика (КР) опубликовала «одиннадцатипунктирную линию» в Южно-Китайском море. Китайские названия для островных групп, которые считались находящимися под китайской административной юрисдикцией, были объявлены в декабре 1947 года Министерством внутренних дел Китайской Республики. В 1949 году Китайская Народная Республика (КНР), которая победила Китайскую Республику в гражданской войне в Китае, объявила, что она унаследовала это требование. Позднее КНР пересмотрела требование, удалив два своих пунктира в Тонкинском заливе на фоне потепления отношений с Северным Вьетнамом Хо Ши Мина. Правительство Китайской Республике на Тайване продолжает использовать одиннадцать пунктиров по сей день.
В августе 1951 года Чжоу Эньлай, тогдашний министр иностранных дел КНР, заявил, что Парасельские острова и острова Спратли «всегда были китайской территорией»:389–390. Во время мирной конференции в Сан-Франциско 1951 года Советский Союз внёс предложение о передаче Парасельских островов и островов Спратли - Китаю, но оно было отклонено голосованием. Япония отказалась от контроля над островами в Южно-Китайском море с подписанием Сан-Францисского договора 9 сентября 1951 года, но не уточнила новый статус островов. Чан Ван Хыу как представитель Вьетнама заявил, что «чтобы аннулировать семена возможных споров, мы заявляем о своём суверенитете над архипелагами Хоангша и Чыонгша», имея в виду Парасельские острова и острова Спратли. В целом восточный блок поддерживал претензии КНР. Австралия выступала против влияния блока. Соединённые Штаты разрывались между французскими «колониальными» претензиями и китайскими (тайваньскими) претензиями, которые могли в конечном итоге помочь КНР. Британия предпочитала двусмысленность из-за своих предыдущих претензий на некоторые из островов.
Женевские соглашения 1954 года, положившие конец Первой Индокитайской войне, дали Южному Вьетнаму контроль над вьетнамскими территориями к югу от 17-й параллели. Южновьетнамское правительство заявило права на Парасельские острова и острова Спратли. В 1955 году Франция разъяснила посредством международных нот, что острова Спратли принадлежат «Французскому Союзу», поскольку они не были присоединены к Вьетнаму, когда была уступлена Кохинхина, а Северный Вьетнам не протестовал против китайских претензий.
Северный Вьетнам получал помощь от Китая во время войны во Вьетнаме и признал китайские претензии на Парасельские острова и острова Спратли. После победы в войне против США Северный Вьетнам отказался от своего признания. Во время переговоров в июне 1977 года с президентом КНР Ли Сяньнанем на фоне растущей напряжённости между двумя странами Фам заявил, что признание суверенитета Китая над Парасельскими островами в 1958 году было сделано только под давлением войны Америки против Вьетнама.:{{{1}}}
В 1970-х годах открытие потенциальных нефтяных ресурсов в Южно-Китайском море вызвало рост оккупационной активности со стороны претендентов.:{{{1}}} С 1971 по 1973 год Филиппины начали оккупировать пять объектов, а Южный Вьетнам начал оккупировать шесть.:{{{1}}} Обеспокоенный тем, что его претензии будут ослаблены деятельностью других претендентов, Китай увеличил своё физическое присутствие в этом районе.:{{{1}}} Он провёл исследования вокруг Парасельских островов, а военно-морской флот Народно-освободительной армии построил гавань и причал на острове Вуд (на Парасельских островах) в 1971 году.:{{{1}}}
В 1974 году, когда победа Северного Вьетнама во Вьетнамской войне стала казаться вероятной, КНР применила военную силу на Парасельских островах и захватила остров Ягон и группу рифов Полумесяца у Южного Вьетнама. «Операция Чан Хынг Дао 48» была кампанией, проведённой южновьетнамским флотом в феврале 1974 года по размещению войск на неоккупированных островах для утверждения суверенитета Вьетнама над архипелагом Спратли после битвы за Парасельские острова. Правительство КНР хотело предотвратить попадание Парасельских островов под контроль Северного Вьетнама, который в то время был союзником Советского Союза. После того, как КНР не оказала сопротивления во время первоначального вьетнамского нападения, она начала то, что они считали «контратакой в целях самообороны». Соединённые Штаты, находясь в процессе разрядки напряжённости с КНР, дали КНР обещание невмешательства, что позволило Военно-морскому флоту Народно-освободительной армии взять под контроль острова Южного Вьетнама.
Во второй половине 1970-х годов Филиппины и Малайзия начали называть острова Спратли частью своей собственной территории. 11 июня 1978 года Филиппины Президентским указом № 1596 объявили северо-западную часть островов Спратли (упоминаемую в нём как группа островов Калаяан) территорией Филиппин.
В 1988 году КНР и Вьетнам воевали друг с другом около рифа Джонсона. КНР получила разрешение от Межправительственной океанографической комиссии на строительство пяти наблюдательных пунктов для проведения океанических исследований, и один из разрешённых наблюдательных пунктов был расположен в районе островов Спратли. КНР решила построить свой наблюдательный пункт на рифе Файери-Кросс, который был изолирован от других островов в регионе и не был оккупирован ни одним государством в то время. Когда он начал строить наблюдательный пункт в terra nullius рифа Файери-Кросс, Вьетнам направил свой флот в этот район для наблюдения за ситуацией. Два государства столкнулись около рифа Джонсона, и после столкновения Китай занял риф Джонсона.

В 1990, 1994 и 1997 годах Китайская Народная Республика выпустила Атлас древних карт Китая в трёх томах. По словам филиппинского судьи Антонио Карпио, ни одна древняя карта не показывала китайский суверенитет над какой-либо территорией к югу от Хайнаня.
В 1994 году КНР оккупировала риф Мисчиф, расположенный примерно в 250 милях от побережья Филиппин. Оккупация произошла в разгар гонки за энергетические ресурсы в архипелаге Спратли, где у Китая не было присутствия, в то время как другие страны начинали свой бизнес по разведке нефти. Риф Мисчиф стал первым случаем, когда КНР столкнулась с военной конфронтацией с Филиппинами, союзниками Соединённых Штатов.
Оккупация и/или контроль над большей частью островов Спратли и Парасельских островов существенно не изменились с 90-х по 2000-е годы. По сей день КНР контролирует все острова Парасельских островов. На островах Спратли Вьетнам контролирует большинство островов — 29, в то время как Филиппины контролируют восемь островов, Малайзия — 5, КНР — 5, а Китайская Республика — 1.
Однако в 2011 году напряжённость на этой территории снова начала расти. В феврале китайский фрегат «Donguan» произвел три выстрела по филиппинским рыболовным судам около атолла Джексон. В мае вьетнамское нефтегазовое исследовательское судно «Binh Minh 02» столкнулось с тремя китайскими морскими патрульными судами примерно в 600 км к югу от китайского острова Хайнань.
Начиная с 2012 года острова стали всё более милитаризованными. В феврале Китайская Республика начала строительство антенной вышки и взлётно-посадочной полосы на острове Тайпин, что позволило острову принимать различные военные самолёты. На оккупированных Вьетнамом островах Сэнд-Кей и Вест-Риф в это же время также начались работы по модернизации и освоению земель. Вьетнам официально заявил о своих претензиях на Парасельские острова и острова Спратли, приняв в июне 2012 года «Вьетнамское морское право»:{{{1}}}.
Напряжённость на рифе Скарборо началась 8 апреля 2012 года после попытки задержания филиппинскими ВМС восьми рыболовецких судов материкового Китая вблизи отмели, что положило начало противостоянию на рифе Скарборо между филиппинскими ВМС и китайской береговой охраной. Опыт спора позже побудил Филиппины инициировать арбитраж в Южно-Китайском море против КНР.:{{{1}}} В Белой книге КНР от декабря 2014 года («О вопросе юрисдикции в арбитраже в Южно-Китайском море, инициированном Республикой Филиппины»):{{{1}}} основное внимание уделялось утверждению о том, что спор не подлежит арбитражу, поскольку в конечном итоге это был вопрос суверенитета, а не прав эксплуатации. КНР также сослалась на подписание ею в 2006 году Конвенции ООН по морскому праву об исключении арбитража для споров о суверенитете и ограничениях границ.:{{{1}}} Поскольку КНР не участвовала в арбитраже, арбитры основывали свое мнение о позиции КНР на её белой книге 2014 года и письмах, направленных в трибунал послом КНР в Нидерландах.:{{{1}}} В 2016 году Филиппины выиграли дело, и международный суд фактически признал пунктирную линию недействительной.
Начиная с 2015 года, Военно-воздушные силы Народно-освободительной армии Китая начали патрулирование Южно-Китайского моря, включая спорные острова Парасельские и Спратли.:{{{1}}} По мнению властей Китая, эти спорные районы находятся в пределах его опознавательной зоны противовоздушной обороны (ADIZ).:{{{1}}} Военно-воздушные силы США не согласны с этой точкой зрения и пролетают через этот район, не информируя Китай.:{{{1}}}
В сентябре 2018 года южнокорейский эсминец вошёл в то, что Китай считал своими территориальными водами. Представитель правительства Южной Кореи заявил, что эсминец укрывался от тайфуна и не оспаривает морские претензии, но отказался комментировать, считает ли Сеул, что спорные воды принадлежат Китаю. Представитель Министерства обороны Китая заявил, что корабль нарушил китайский закон, войдя в его территориальное море шириной 12 морских миль вокруг Парасельских островов, не запросив предварительного разрешения, но заявил, что Пекин принял объяснения Южной Кореи.
В конце 2019 года Китай активизировал свою военную деятельность в водах островов Натуна в Индонезии, которые Китай считает своей территорией. К январю 2020 года китайские рыболовецкие суда в сопровождении китайских судов береговой охраны проводили операции вблизи северных островов Натуна, которые входят в исключительную экономическую зону (ИЭЗ) Индонезии. Это привело к противостоянию между Индонезией и Китаем, что побудило Индонезию направить свои военные корабли на эту территорию. Ответ Индонезии привёл к сокращению китайской активности на островах Натуна. Индонезия также сослалась на решение Арбитражного суда по Южно-Китайскому морю, что нанесло серьёзный удар по китайским претензиям в регионе.
22 декабря 2020 года КНР заявила, что эсминец с управляемыми ракетами John S McCain был «изгнан» после того, как он «нарушил границу» китайских территориальных вод вблизи островов Спратли. Однако это утверждение было оспорено ВМС США.
В марте 2021 года более двухсот китайских рыболовецких судов были замечены пришвартованными вокруг рифа Уитсан на островах Спратли, рифа, на который Филиппины претендуют как на часть своей исключительной экономической зоны. Министр обороны Филиппин Дельфин Лоренцана обвинил Китай в «провокационных действиях по милитаризации этого района».
28 августа 2023 года Министерство природных ресурсов Китая опубликовало карту с десятью пунктирами, интерпретируемыми как перемещение пункиров на восток вблизи побережья Борнео. Последовали протесты со стороны Малайзии, Филиппин, Тайваня и Вьетнама. Современные карты КНР с 1984 года включают десятый пунктир к востоку от Тайваня, но наблюдатели, не знающие об этом, продолжают удивляться; десятый пунктир технически не находится внутри Южно-Китайского моря.
17 июня 2024 года Китай и Филиппины обменялись обвинениями из-за столкновения в Южно-Китайском море, при этом Манила заявила, что её вооружённые силы будут противостоять действиям Пекина в спорных водах, что стало последним в серии все более напряженных столкновений. Государственный департамент США осудил то, что он назвал «эскалационными и безответственными» действиями Китая, и подтвердил, что его договор о взаимной обороне с Филиппинами применяется к любым вооружённым нападениям на филиппинские вооружённые силы, суда или самолёты в любой точке Южно-Китайского моря.
«Опасному и безрассудному поведению Китая в Западно-Филиппинском море будут противостоять Вооружённые силы Филиппин», — заявил в своём заявлении министр обороны Манилы Гилберто Теодоро. «Действия Китая являются настоящим препятствием на пути к миру и стабильности в Южно-Китайском море».
31 августа 2024 года Филиппины и Китай обвинили друг друга в преднамеренном таране судов береговой охраны в спорном Южно-Китайском море после их пятого морского столкновения за месяц. Филиппины заявили, что Китай преднамеренно ударил по их судну, в то время как Китай утверждал, что ответственность за это несёт филиппинское судно. США осудили действия Китая и выразили поддержку Филиппинам, поскольку напряжённость в регионе продолжает нарастать.
Сообщалось, что в октябре 2024 года Китай усилил своё военное присутствие на острове Тритон, включив в него радар с синтезированной апертурой для отслеживания самолётов-невидимок, аналогичный другим радиолокационным системам, которые он построил южнее на рифе Суби.
Во время государственного визита президента Индонезии Прабово Субианто в Китай в ноябре 2024 года Индонезия и Китай подписали меморандум о взаимопонимании по «совместному развитию морского пространства» в районе «перекрывающихся претензий» двух стран вблизи островов Натуна. Министерство иностранных дел Индонезии впоследствии выступило с заявлением о том, что меморандум не влияет на суверенитет или права Индонезии в этом районе и что, по мнению властей Индонезии, претензии Китая не имеют правовой основы. Критики меморандума, цитируемые Голосом Америки и South China Morning Post, утверждали, что формулировка может поддержать позицию Китая в отношении претензий в Южно-Китайском море.

### Соглашение 2011 года
20 июля 2011 года КНР, Бруней, Малайзия, Филиппины, Тайвань и Вьетнам согласовали набор предварительных руководящих принципов по реализации Декларации поведения сторон (Declaration of Conduct of Parties in the South China Sea, сокр. DOC; Декларации поведения сторон в Южно-Китайском море), которые помогут разрешить споры. Этот набор руководящих принципов основан на более раннем соглашении, также называемом DOC, от 2002 года между Китаем и государствами-членами АСЕАН.
Соглашение было описано помощником министра иностранных дел КНР Лю Чжэньминем как «важный рубежный документ для сотрудничества между Китаем и странами АСЕАН». Некоторые из ранних проектов признавали такие аспекты, как «охрана морской среды, научные исследования, безопасность судоходства и связи, поиск и спасание и борьба с транснациональной преступностью», хотя вопрос о бурении нефтяных и газовых скважин остаётся нерешённым. «Следуя духу Декларации о поведении сторон в Южно-Китайском море (DOC), Китай и страны АСЕАН активно продвигали консультации по Кодексу поведения (Code of Conduct, сокр. COC) в Южно-Китайском море» с прогнозом, что COC будет завершён к 2021 году.

### Возражение Китая против военного присутствия Индии и разведки нефти
22 июля 2011 года индийский танкодесантный корабль INS Airavat, находившийся с дружественным визитом во Вьетнаме, как сообщается, был обнаружен в 45 морских милях от побережья Вьетнама в спорном Южно-Китайском море стороной, назвавшей себя ВМС НОАК, и заявившей, что корабль входит в воды КНР. Представитель индийского флота объяснил, что, поскольку ни одного корабля или самолёта не было видно, INS Airavat продолжил свой дальнейший путь по расписанию. Индийский флот далее пояснил, что «никакого противостояния с участием INS Airavat не было. Индия поддерживает свободу судоходства в международных водах, в том числе в Южно-Китайском море, и право прохода в соответствии с общепринятыми принципами международного права. Эти принципы должны соблюдаться всеми».
В сентябре 2011 года, вскоре после того, как КНР и Вьетнам подписали соглашение, направленное на сдерживание спора по Южно-Китайскому морю, индийская государственная разведывательная компания Oil and Natural Gas Corporation (ONGC) заявила, что её зарубежное инвестиционное подразделение ONGC Videsh Limited подписало трёхлетнее соглашение с PetroVietnam о развитии долгосрочного сотрудничества в нефтяном секторе и что она приняла предложение Вьетнама о проведении разведки на определённых участках в Южно-Китайском море. Однако это соглашение между Индией и Вьетнамом вызвало нападки со стороны КНР. В ответ представитель МИД КНР Цзян Юй, не называя Индию по имени, заявил:

«Что касается деятельности по разведке нефти и газа, наша последовательная позиция заключается в том, что мы выступаем против участия любой страны в деятельности по разведке и разработке нефти и газа в водах, находящихся под юрисдикцией Китая. Мы надеемся, что иностранные государства не будут вмешиваться в спор в Южно-Китайском море».
Оригинальный текст (англ.)"As for oil and gas exploration activities, our consistent position is that we are opposed to any country engaging in oil and gas exploration and development activities in waters under China's jurisdiction. We hope the foreign countries do not get involved in South China Sea dispute."
представитель МИД КНР Цзян Юй, 
Представитель министерства иностранных дел Индии ответил: «У китайцев были опасения, но мы следуем тому, что нам сказали вьетнамские власти, и мы довели это до сведения китайцев». Индо-вьетнамская сделка также была осуждена китайской государственной газетой Global Times.

### Политика Китая в Южно-Китайском море
По словам отставного американского дипломата Чэса У. Фримена-младшего, на протяжении десятилетий Китай при Дэн Сяопине предпочитал политику снисходительности, даже когда активность претендентов в Южно-Китайском море усиливалась, сопротивляясь призывам более националистических элементов страны.
Весной 2010 года официальные лица КНР, как сообщается, сообщили официальным лицам США, что Южно-Китайское море является «территорией "основного интереса", которая является такой же не подлежащей обсуждению» и стоит на одном уровне с Тайванем и Тибетом в национальной повестке дня. Однако Пекин, по-видимому, отказался от этого утверждения в 2011 году.
В октябре 2011 года принадлежащий Коммунистической партии Китая таблоид Global Times опубликовал редакционную статью о территориальных спорах в Южно-Китайском море под заголовком «Не принимайте мирный подход как должное». В статье упоминались инциденты, произошедшие ранее в том же году, когда Филиппины и Южная Корея задержали рыболовецкие суда КНР в регионе. «Если эти страны не хотят менять свои отношения с Китаем, им нужно будет приготовиться к звукам канонады. Мы должны быть готовы к этому, поскольку это может быть единственным способом разрешения споров в море». Отвечая на вопросы о том, отражает ли это официальную политику, представитель МИД Китая заявила о приверженности страны «разрешению морского спора мирными средствами».
В июле 2014 года профессор Алан Дюпон из Университета Нового Южного Уэльса, как сообщалось, заявил, что китайское правительство, по всей видимости, направляет свой рыболовный флот в спорные воды в целях достижения политических целей.
С 2013 по начало 2018 года Китай проводил работы по намыву земель в Южно-Китайском море. Строительство островов завершено. Завершено строительство трёх островных аэропортов: рифа Мэйдзи, рифа Чжуби и рифа Юншу.
В августе 2019 года верховный лидер Китая Си Цзиньпин заявил президенту Филиппин Родриго Дутерте, что Китай не признает и не будет соблюдать решение арбитража. Китай отвергает арбитражное разбирательство как незаконное, поскольку Китай исключил себя из обязательного арбитража при ратификации Конвенции Организации Объединённых Наций по морскому праву 2006 года (UNCLOS). Си сделал свои комментарии во время визита Дутерте в Пекин, где состоялись обсуждения между двумя лидерами. Эта позиция Пекина соответствует опубликованной в июле 2019 года китайской Белой книге «Национальная оборона Китая в новую эпоху», в которой подробно описывается вооружённая сила Китая и неоднократно упоминается развертывание в Южно-Китайском море. 22 сентября 2020 года в записанной речи на открытии 75-й сессии Генеральной Ассамблеи ООН президент Филиппин Родриго Дутерте подтвердил решение Гаагского суда, отклоняющее большинство претензий Китая на спорные воды, и заявил: «Это решение теперь является частью международного права, не подлежащего компромиссу и находящегося вне досягаемости правительств, которые могут его ослабить, приуменьшить или отказаться от него».

### Разработка месторождений нефти и газа
Говорят, что этот район богат залежами нефти и природного газа; однако оценки сильно разнятся. Министерство геологических ресурсов и горнодобывающей промышленности Китая подсчитало, что Южно-Китайское море может содержать 17,7 млрд баррелей сырой нефти по сравнению с богатой нефтью страной Кувейт, у которой 13 млрд баррелей. В последующие годы после заявления министерства КНР претензии относительно островов Южно-Китайского моря усилились. Однако другие источники утверждают, что доказанные запасы нефти в Южно-Китайском море могут составлять всего 7,5 млрд баррелей или около 1,1 млрд баррелей. Согласно профилю региона Южно-Китайского моря, составленному Управлением энергетической информации США (EIA), оценка Геологической службы США оценивает открытые и неоткрытые запасы нефти в регионе в 11 млрд баррелей, в отличие от цифры КНР в 125 млрд баррелей. В том же отчёте EIA также указывается на широкий диапазон оценок ресурсов природного газа, варьирующихся от 190 триллионов кубических футов до 500 триллионов кубических футов, которые, вероятно, находятся в спорной Рид-Бэнк».
Конкурирующие претензии в богатом нефтью и газом Южно-Китайском море подавили разработку и эксплуатацию этих ресурсов. Чтобы выйти из этого, Филиппины и Китай в ноябре 2018 года согласились подписать Меморандум о взаимопонимании (Memorandum of Understanding, сокр. MoU) по сотрудничеству в разработке нефти и газа, в котором в основе соглашения лежит совместное использование, а не владение активами. В прошлом китайские военно-морские патрули удерживали филиппинскую PXP Energy от разведки газовых месторождений в спорных водах, таких как Рид-Бэнк, так что этот тип соглашения может позволить государствам-истцам совместно разрабатывать природный газ в офшорной зоне. Механизм совместных соглашений не нов: Малайзия и Вьетнам разработали аналогичный механизм в 1992 году, а Малайзия и Таиланд достигли взаимопонимания в 1979 и 1990 годах по поводу разработки спорных месторождений газа.

#### Филиппины
Филиппины начали разведку нефтяных месторождений в районах к западу от Палавана в 1970 году. Разведка в этом районе началась в Рид-Бэнк. В 1976 году после бурения скважины был обнаружен газ. Однако жалобы КНР остановили разведку. 27 марта 1984 года первая филиппинская нефтяная компания обнаружила нефтяное месторождение у Палавана, островной провинции, граничащей с Южно-Китайским морем и морем Сулу. Эти нефтяные месторождения поставляют 15% годового потребления нефти на Филиппинах.

#### Вьетнам
Вьетнам и Япония достигли соглашения в начале 1978 года о разработке нефти в Южно-Китайском море. К 2012 году Вьетнам заключил около 60 контрактов на разведку и добычу нефти и газа с различными иностранными компаниями. В 1986 году в Южно-Китайском море было введено в эксплуатацию нефтяное месторождение «Белый тигр», производящее более 2000 тонн сырой нефти в год, за ним последовали нефтяные месторождения «Медведь» и «Дракон». Страна является нетто-импортёром нефтепродуктов. В 2009 году нефть составляла 14 процентов доходов правительства Вьетнама, что ниже 24 процентов в 2004 году.
В 2017 году под давлением Китая вьетнамское правительство приказало испанской компании Repsol прекратить бурение в спорном районе. Совместное предприятие японской Inpex и PetroVietnam планировало начать бурение на спорной территории в 2021 году.

#### Китай
Первая независимо спроектированная и построенная Китаем нефтяная буровая платформа в Южно-Китайском море — Ocean Oil 981 (海洋石油981). Основными акционерами являются JPMorgan Chase (19%), Commonwealth Bank (14%), T. Rowe Price (6%) и BlackRock (5%). Она начала работу 9 мая 2012 года в Южно-Китайском море, в 320 километрах (200 миль) к юго-востоку от Гонконга, на глубине 1500 м, на ней работают 160 человек. 2 мая 2014 года платформа была перемещена в район Парасельских островов, что, по словам Вьетнама, нарушает его территориальные претензии. Китайские официальные лица заявили, что это законно, заявив, что территория находится в водах, окружающих Парасельские острова, которые Китай оккупирует и контролирует в военном отношении.

### Инциденты с участием рыбаков
До территориальных споров рыбаки из вовлеченных стран имели тенденцию заходить на контролируемые острова друг друга и в исключительные экономические зоны (ИЭЗ), что приводило к конфликтам с властями, которые контролировали эти районы, поскольку они не знали точных границ. Кроме того, из-за истощения рыбных ресурсов в их морских районах они были вынуждены ловить рыбу в районах соседних стран.
В 2006 году капитан тайваньского рыболовецкого судна был застрелен, а один из членов экипажа ранен, когда, как сообщается, на их судно напали пираты в военной форме. Филиппинские власти заверили Министерство иностранных дел Тайваня, что в инциденте не участвовал ни один филиппинский военно-морской или береговой охранный персонал. Инцидент произошёл в проливе Баши, прилегающем к Южно-Китайскому морю.
В мае 2013 года тайваньский рыбак на судне «Guang Da Xing No. 28», работавшем в 43 морских милях к востоку от острова Балинтанг на восточной стороне пролива Балинтанг, был убит пулемётным огнём с судна филиппинской береговой охраны. В сентябре 2019 года семь членов береговой охраны и один полицейский, причастные к инциденту, были осуждены и приговорены к тюремному заключению и возмещению ущерба в гражданском порядке.
Весной 2014 года Китай и Вьетнам снова столкнулись из-за китайской нефтяной вышки «Hai Yang Shi You 981» в ИЭЗ Вьетнама. В результате инцидента пострадали семнадцать вьетнамцев и были повреждены корабли обеих стран.
Президент Индонезии Джоко Видодо ввёл политику в 2015 году, согласно которой, если какие-либо иностранные рыбаки будут пойманы на незаконном лове рыбы в индонезийских водах, их суда будут уничтожены. Он хотел сделать морские ресурсы, особенно рыболовство, ключевым компонентом экономической политики своей администрации. С момента инициирования политики рыболовные суда из многих соседних стран были уничтожены индонезийскими властями. 21 мая 2015 года было уничтожено около 41 рыболовного судна из Китая, Вьетнама, Таиланда и Филиппин. 19 марта 2016 года Береговая охрана Китая предотвратила задержание китайских рыбаков индонезийскими властями после того, как китайские рыбаки были пойманы на рыбалке вблизи вод вокруг Натуны, что привело к протесту индонезийских властей; впоследствии был вызван посол Китая, поскольку Китай считал эти районы «китайскими традиционными рыболовными угодьями». Дальнейшие индонезийские кампании против иностранных рыбаков привели к уничтожению 23 рыболовных судов из Малайзии и Вьетнама 5 апреля 2016 года.
Из 556 судов, уничтоженных Индонезией с октября 2014 по 2019 год за нарушение правил, 312 были из Вьетнама, 91 из Филиппин, 87 из Малайзии, 26 были местными и 3 из Китая. Согласно отчёту Tempo за 2023 год, тайские суда также часто незаконно ловили рыбу в индонезийских водах. Районы в Южно-Китайском море также стали известны индонезийскими пиратами, которые часто нападали на малазийские, сингапурские и вьетнамские суда, а также приводили к захватам, таким как инциденты с захватом нефтетанкеров Orkim Harmony и Zafirah. Продолжающаяся война против иностранных рыбаков со стороны Индонезии привела к протестам Вьетнама в конце 2016 года, когда вьетнамский рыбак был убит после того, как его застрелили индонезийские власти. Нападения также совершались филиппинскими и моро-пиратами, прибывающими из моря Сулу; В конце 2015 года филиппинские пираты убили вьетнамского рыбака.
В 2017 году два вьетнамских рыбака погибли от огнестрельных ранений от преследующего их патрульного катера филиппинских ВМС примерно в 40 милях от города Болинао, Пангасинан. В полицейском отчёте говорилось, что лодки столкнулись после того, как ВМС сделали предупредительные выстрелы; правительство Филиппин заявило, что обещало Вьетнаму провести «справедливое и тщательное» расследование.
8 мая 2019 года посол Вьетнама в Малайзии был вызван в Министерство иностранных дел Малайзии для объяснений по поводу большого количества вторжений вьетнамских судов в воды страны. Три месяца спустя Махатхир Мохамад, который в то время был премьер-министром, также поднял этот вопрос со своим вьетнамским коллегой. По данным Агентства по обеспечению соблюдения морского законодательства Малайзии, большинство случаев незаконного рыболовства в малайзийских водах произошло с вьетнамскими судами, за которыми следуют тайские.
Теодоро Локсин-младший, министр иностранных дел Филиппин, заявил в 2020 году, что Филиппины строят морской флот, который может заполонить районы в Южно-Китайском море. Он сказал, что наращивание флота произошло из-за Китая, который также делает то же самое. Он также сказал, что если одно из судов будет поражено, то будет активирован филиппинский оборонный договор с Соединёнными Штатами.
В рамках группы соглашений о сотрудничестве, объявленных в декабре 2023 года, Китай и Вьетнам объявили о совместном патрулировании в Тонкинском заливе и о горячей линии для реагирования на инциденты, связанные с рыболовством в Южно-Китайском море.

### Международное право
Доктрина интертемпорального права была установлена после решения по делу острова Пальмас. Согласно этой доктрине, договорные права оцениваются в соответствии с законами, действующими на момент заключения договора, а не на момент возникновения спора.
В деле о Восточной Гренландии между Норвегией и Данией доктрина критической даты была установлена в 1933 году. Постоянная палата международного правосудия (ППМС) постановила, что провозглашение Норвегией 10 июля 1931 года аннексии Восточной Гренландии было «критической датой» в этом конкретном случае.
Согласно принципу Uti possidetis juris, границы бывших колоний должны уважаться всеми государствами. Он был установлен после дела о пограничном споре между Буркина-Фасо и Мали в 1986 году. Международный суд постановил, что uti possidetis juris является «общим принципом, который логически связан с явлением получения независимости, где бы оно ни происходило. Его очевидная цель — не допустить, чтобы независимость и стабильность новых государств подвергались угрозе братоубийственной борьбы, спровоцированной оспариванием границ после ухода управляющей державы… Его цель во время достижения независимости бывшими испанскими колониями Америки состояла в том, чтобы пресечь любые замыслы, которые могли иметь неамериканские колонизирующие державы в отношении регионов, которые были отнесены бывшим метропольным государством к тому или иному разделу, но которые все еще были необитаемы или неисследованы».
Карты не могут устанавливать право собственности на территорию, если они не прикреплены к договору. Более того, карты, односторонне созданные государством, даже если они не прикреплены к договору, могут связывать государство-производителя, если это «противоречит его интересам». Это было установлено в деле 2002 года о делимитации границы между государством Эритрея и Эфиопия и было подтверждено далее в арбитраже Педра Бланка между Малайзией и Сингапуром в 2008 году, когда Международный Суд постановил: «Карта по-прежнему остаётся констатацией географического факта, особенно когда государство, подвергшееся неблагоприятному воздействию, само создало и распространило ее, даже вопреки своим собственным интересам».

#### Арбитраж по Южно-Китайскому морю
В 2013 году Филиппины инициировали арбитраж против Китая по вопросам Южно-Китайского моря, в своём первоначальном ходатайстве оспаривая действительность линии из девяти пунктиров, воздействие Китая на окружающую среду и законность контактов Китая с филиппинскими судами в этом районе.:{{{1}}} В 2015 году Филиппины добавили доводы, основанные на китайских проектах по освоению земель.:{{{1}}}
И Китай, и Тайвань заявили, что они не признают трибунал, и настаивают на том, что вопрос должен быть решён путём двусторонних переговоров с другими истцами. В качестве одного из оснований для неучастия и непринятия Китай сослался на тот факт, что Китай является участником положения об исключении Конвенции ООН по морскому праву 2006 года, которое исключает вопросы суверенитета и делимитации границ из арбитражных процедур.:{{{1}}}
Слушание по существу дела проходило без присутствия Китая, и результат арбитража оказался в пользу Филиппин по большинству их доводов.:{{{1}}}
В ответ на это решение Грэм Эллисон заявил: «Ни один из пяти постоянных членов Совета Безопасности ООН никогда не принимал решения международного суда, если (по их мнению) оно нарушало их суверенитет или интересы национальной безопасности. Таким образом, когда Китай отвергает решение суда в этом случае, он делает то же самое, что другие великие державы неоднократно делали на протяжении десятилетий».
17 сентября 2020 года Франция, Германия и Великобритания опубликовали совместную вербальную ноту, в которой признали решение Постоянной палаты третейского суда и оспорили претензии Китая.

## Саммиты по безопасности
Диалог Шангри-Ла служит форумом обмена "Track One" по вопросам безопасности, окружающим Азиатско-Тихоокеанский регион. Территориальные споры в Южно-Китайском море доминировали в обсуждениях на конференции в последние годы. Совет по сотрудничеству в области безопасности в Азиатско-Тихоокеанском регионе является форумом "Track Two" для диалога по вопросам безопасности.
В феврале 2016 года президент США Барак Обама инициировал саммит США-АСЕАН в Саннилэндсе в Ранчо-Мираж, Калифорния, для более тесного взаимодействия с Ассоциацией государств Юго-Восточной Азии. Территориальные споры в Южно-Китайском море были главной темой, но в совместном заявлении, «Декларации Саннилэндса», Южно-Китайское море не упоминалось, вместо этого содержался призыв к «уважению суверенитета каждой страны и международного права». Аналитики считают, что это указывает на разногласия внутри группы относительно того, как реагировать на морскую стратегию Китая.

## Мнения не претендентов

### Анализ
По словам Мохана Малика, профессора Азиатско-Тихоокеанского центра исследований безопасности Министерства обороны США, подавляющее большинство международных экспертов по праву пришли к выводу, что претензии Китая на исторический титул, означающий полную суверенную власть, недействительны. Профессор Военно-морского колледжа США Питер А. Даттон пишет, что китайское правительство считает себя принципиально выше закона и неподотчётным другим, особенно малым государствам.
По словам профессора Университета Джонса Хопкинса и аналитика Фонда Карнеги за международный мир Айзека Б. Кардона, китайские морские правила в основном отражают международное право, за исключением некоторых важных областей, отражающих его политические интересы.
По словам Билла Хейтона, аналитика Chatham House, ни один претендент не предпринимал никаких физических актов суверенитета ни на одном из спорных островов до 19 века. По словам историка Стейна Тённессона, ни одна страна не предъявляла серьёзных претензий ни на один из объектов до начала 20-го века.
В целом Китай, Тайвань и Вьетнам основывают свои претензии на истории, например, на том, что они были первыми, кто назвал, открыл, использовал, управлял или занял некоторые из островов, даже если не постоянно. Утверждалось, что UNCLOS заменяет все исторические права, но этим правительствам трудно это принять. Филиппины утверждают, что до 1956 года острова были terra nullius, никому не принадлежащей, и претендуют на группу Калаяан на основе своей исключительной экономической зоны (ИЭЗ), хотя ИЭЗ применяются только к открытому морю, а не к территориям, которые могут принадлежать другому государству. При подписании UNCLOS большинство этих претендентов заявили, что их споры не подпадают под действие конвенции.

### Австралия

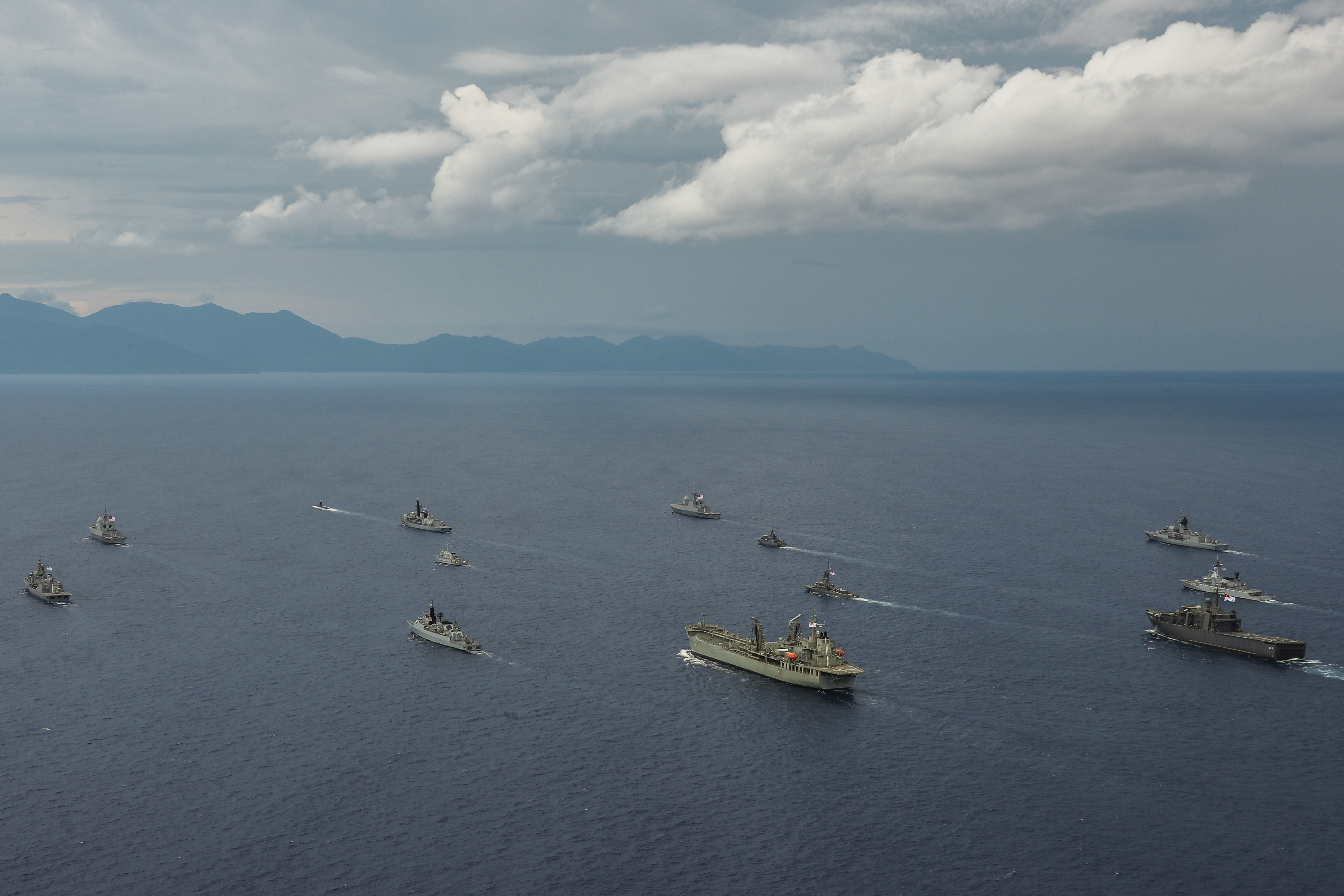
Корабли ВМС Малайзии, Сингапура, Великобритании, Австралии и Новой Зеландии в Южно-Китайском море во время учений Bersama Lima, 2018 г.

25 июля 2020 года Австралия отвергла претензии Китая на Южно-Китайское море и подала заявление в Организацию Объединённых Наций, в котором говорилось: «Австралия отвергает любые претензии на внутренние воды, территориальное море, исключительную экономическую зону и континентальный шельф, основанные на таких исходных линиях», и нет «никаких правовых оснований» для проведения девятипунктирной линии вокруг архипелагов Four Sha, Парасельских островов и островов Спратли или отливных морских зон. Они призывают истцов разрешать свои споры мирным путем.

### Камбоджа
Камбоджа поддержала Китай в споре на встречах АСЕАН, предотвратив достижение консенсуса по единым действиям АСЕАН. Антивьетнамские настроения из-за завоевания Вьетнамом ранее камбоджийских земель, предоставления вьетнамцам привилегированного статуса и поощрения вьетнамских поселенцев в Камбодже во время французского колониального правления, а также оккупации Камбоджи после изгнания Красных кхмеров привели к антивьетнамским настроениям против этнических вьетнамцев в Камбодже и против Вьетнама, и, в свою очередь, привели к прокитайским настроениям среди камбоджийского правительства и камбоджийской оппозиции, в том числе в Южно-Китайском море.

### Индия
Индия заявляет, что Южно-Китайское море является «частью всеобщего достояния, и Индия неизменно заинтересована в мире и стабильности в регионе... Мы твердо выступаем за свободу судоходства и полётов, а также за беспрепятственную законную торговлю на этих международных водных путях в соответствии с международным правом, в частности, Конвенцией ООН по морскому праву».[179]

### Индонезия

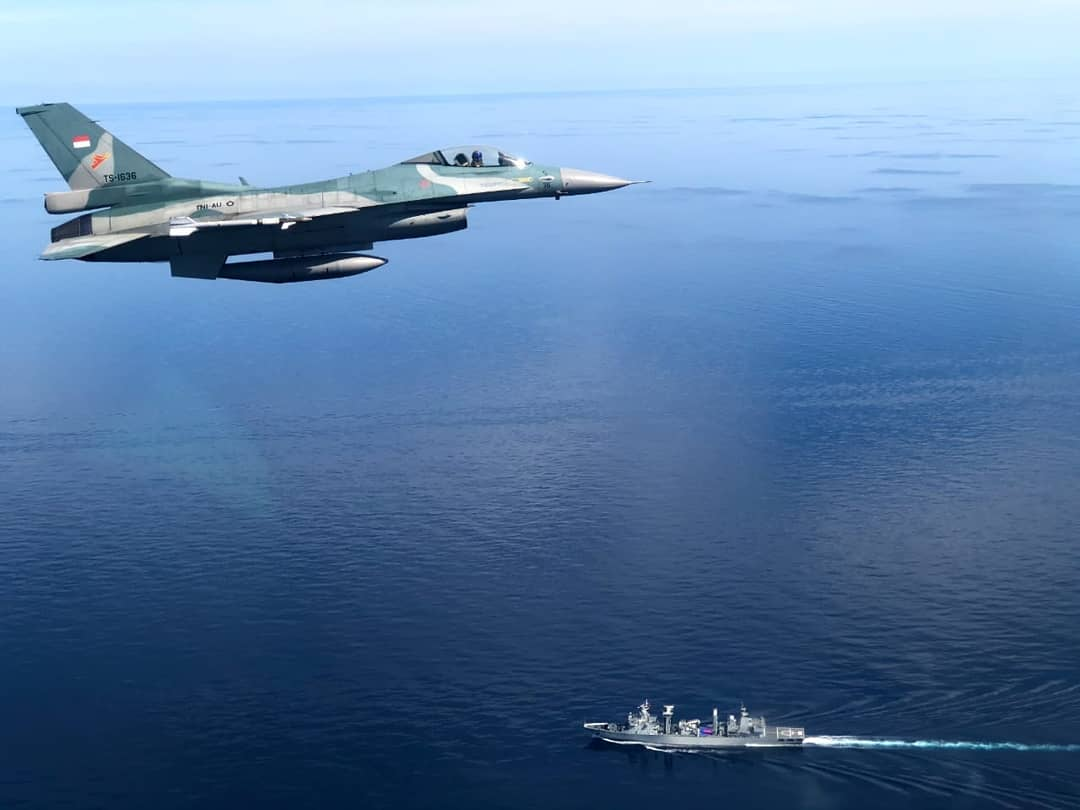
Истребитель F-16 Fighting Falcon ВВС Индонезии пролетает над судном, которое, по всей видимости, было Корабль снабжения Type 903 принадлежащий НОАК в спорных водах у побережья островов Натуна, острова Риау.

С самого начала спора в Южно-Китайском море Индонезия неоднократно заявляла о своей позиции государства, не претендующего на территориальные права в первоначальном споре в Южно-Китайском море, и часто позиционировала себя как «честного посредника». Однако части односторонне заявленной Китаем девятипунктирной линии перекрывают исключительную экономическую зону Индонезии вблизи островов Натуна.:{{{1}}} Хотя Китай признал суверенитет Индонезии над островами Натуна, КНР утверждает, что воды вокруг островов Натуна являются китайскими «традиционными рыболовными угодьями». Индонезия быстро отклонила претензии Китая, заявив, что претензии Китая на линию из девяти пунктиров на части островов Натуна не имеют под собой никаких правовых оснований. В ноябре 2015 года глава службы безопасности Индонезии Лухут Панджайтан заявил, что Индонезия может подать на Китай в международный суд. Индонезия подала комментарий в Постоянный арбитражный суд относительно иска Китая в арбитраже. Недавний подход Индонезии к одному из вопросов был описан на яванском языке как menang tanpa ngasorake, что означает победу в войне без позора врагов.:{{{1}}}
Китайские рыболовные суда, часто сопровождаемые китайскими кораблями береговой охраны, неоднократно нарушали индонезийские воды вблизи островов Натуна. Например, 19 марта 2016 года индонезийские власти попытались захватить китайский траулер, обвиняемый в незаконном лове рыбы в индонезийских водах, и арестовали китайский экипаж. Им помешало отбуксировать судно в гавань китайское судно береговой охраны, которое, как сообщается, «протаранило» траулер в индонезийских водах. «Чтобы предотвратить что-либо еще, индонезийские власти отпустили китайское судно, а затем ушли в сторону Натуны, всё ещё с восемью рыбаками и капитаном на борту», — сказал Аррманата Насир, пресс-секретарь Министерства иностранных дел Индонезии. Индонезия всё ещё держит китайский экипаж под стражей. 21 марта 2016 года министр рыболовства и морских дел Суси Пуджиастути вызвала китайского посла Се Фэна и обсудила этот вопрос. Индонезия настаивает на том, что у них есть право преследовать китайскую команду траулера, несмотря на требование Пекина освободить восьмерых рыбаков. Ариф Хавас Оегросено, правительственный чиновник по морской безопасности, заявил, что китайские претензии на «традиционные рыболовные угодья» не признаются в соответствии с Конвенцией ООН по морскому праву 1982 года. Этот инцидент побудил министра безопасности Лухута Панджайтана развернуть больше войск и патрульных катеров, а также укрепить военно-морскую базу Ранаи в этом районе.
После столкновений 23 июня 2016 года президент Индонезии Джоко Видодо посетил острова Натуна на военном корабле, чтобы продемонстрировать власть Индонезии. Он возглавил делегацию высокого уровня, в которую вошли командующий Национальными вооружёнными силами Индонезии и государственные министры. Министр безопасности Лухут Панджайтан сказал, что это должно было послать «чёткий сигнал» о том, что Индонезия «очень серьезно настроена на защиту своего суверенитета».
После решения Постоянной палаты третейского суда от 12 июля 2016 года Индонезия призвала все стороны, вовлеченные в территориальный спор, проявлять сдержанность и соблюдать применимые международные законы.
Индонезия оспорила китайское историческое притязание на девятипунктирную линию, заявив, что если исторические притязания могут быть использованы при предъявлении территориальных военно-морских претензий, Индонезия также могла бы использовать свои исторические притязания на Южно-Китайское море, ссылаясь на древнее влияние империй Шривиджая и Маджапахит.

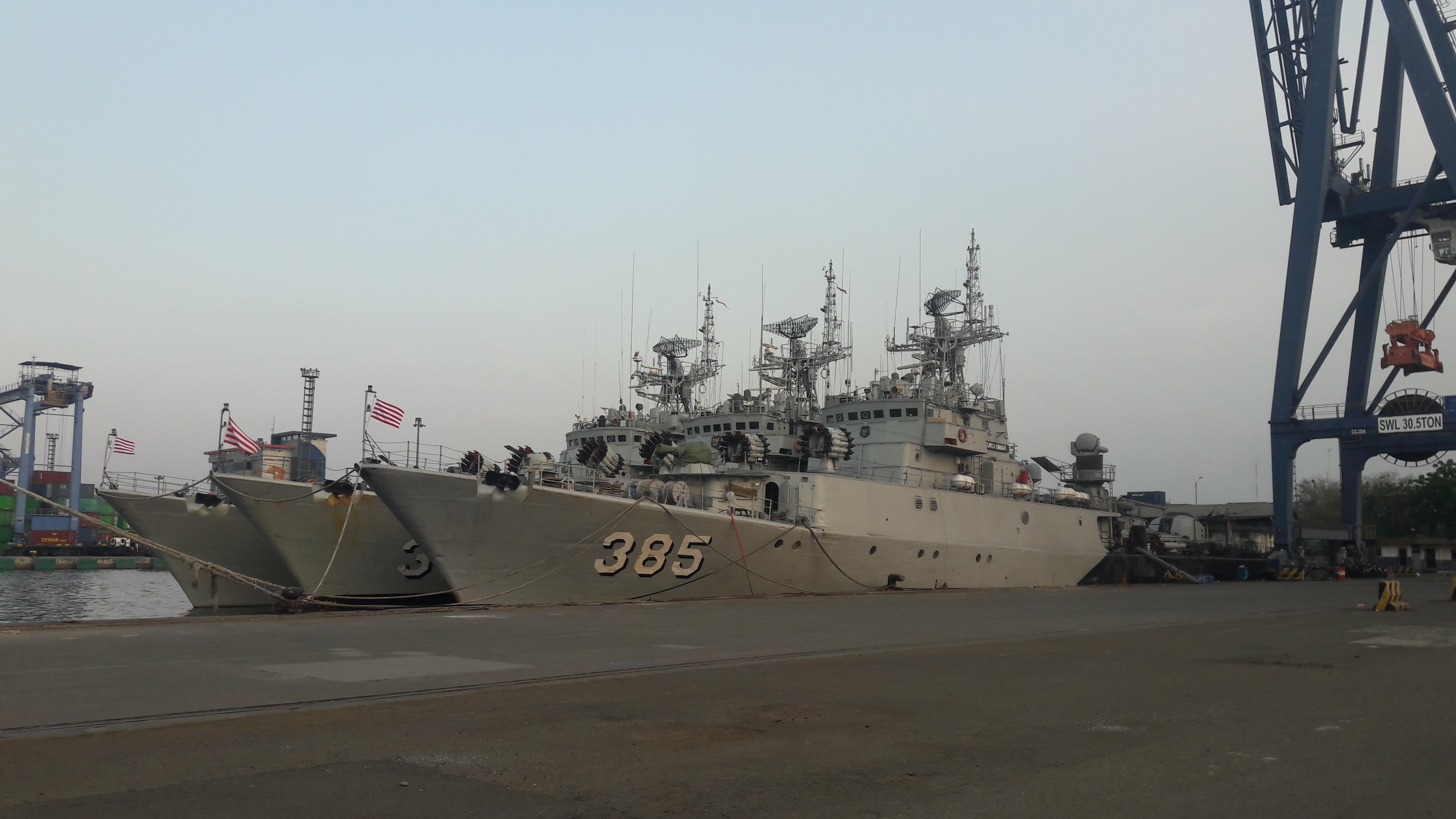
Корветы «KRI Sutedi Senoputra (на заднем плане), «KRI Tjiptadi» (в центре) и «KRI Teuku Umar (385)» (на переднем плане). Эти корабли часто размещаются на островах Натуна для защиты территории Индонезии и её ИЭЗ.

ИЭЗ Индонезии простирается на 200 морских миль (370 км) от её берегов, что вокруг Натуны означает, что она слегка пересекается с девятипунктирной линией Китая, определяя его широко оспариваемые претензии на большую часть Южно-Китайского моря. В 2014–2015 годах присутствие ВС Индонезии на островах было усилено, что, как надеялось правительство Индонезии, снизит вероятность любого конфликта. Затем в начале 2020 года было развернуто ещё 600 военнослужащих, и восемь военных кораблей ВМС Индонезии, включая фрегаты класса Ahmad Yani, корветы класса Bung Tomo и противолодочные корабли класса «Kapitan Pattimura», были отправлены в этот район при поддержке военно-морской авиации патрульный самолёт CN-235 ВМС Индонезии, ВВС Индонезии также отправили 4 F-16 и один самолёт наблюдения Boeing 737-2x9, а также привели в состояние боевой готовности самолёты BAe Hawk поблизости после того, как китайские рыболовные суда усилили незаконную деятельность в пределах ИЭЗ в сопровождении китайского судна береговой охраны. Недавний визит в этот район президента Джоко Видодо продемонстрировал решимость Индонезии не игнорировать такие вторжения.

### Япония
Япония использовала «нормативную силу» посредством стратегической иностранной помощи некоторым претендентам в споре, таким как Филиппины и Вьетнам, чтобы утвердить свое присутствие в регионе как способствующее «верховенству закона на море».

### Сингапур
Сингапур повторил, что он не является государством-истцом в споре по Южно-Китайскому морю, и предложил играть нейтральную роль, выступая конструктивным посредником для диалога между государствами-истцами. Премьер-министр Ли Сяньлун заявил во время своего официального визита в США, что он надеется, что все страны будут уважать международное право и результаты арбитража. Представитель Китая Хуа Чуньин ответила на пресс-конференции, что решение Арбитражного трибунала было «незаконным» и «недействительным», и, таким образом, вообще не обязательным. Она призвала Сингапур уважать позицию Китая, оставаться объективным и беспристрастным.

### Шри-Ланка
Кабир Хашим, генеральный секретарь Единой национальной партии, заявил, что споры в Южно-Китайском море должны решаться путём двусторонних переговоров между Китаем и заинтересованными странами, а не подвергаться воздействию внешних сил.

### Таиланд
Таиланд как один из членов АСЕАН играл координирующую роль в содействии Китаю и членам АСЕАН, вовлечённым в спор, в надежде на достижение мирного урегулирования. Несмотря на внутренние политические потрясения, правительство Таиланда полагалось на экспертизу своего Министерства иностранных дел в международных спорах. Оно выступило с инициативой провести несколько встреч с заинтересованными сторонами. Первой попыткой Таиланда было проведение выездной встречи старших должностных лиц АСЕАН-Китай в Паттайе, Таиланд, в 2012 году. На этой встрече Ван И, министр иностранных дел Китая, призвал к совместной разработке ресурсов в Южно-Китайском море. Бангкок рассматривался как нейтральный игрок в Южно-Китайском море, поскольку он не является претендентом и не имеет споров в Южно-Китайском море с Китаем. После нескольких встреч 6-е заседание собрания высокопоставленных чиновников АСЕАН-Китай по DOC стало первой официальной консультацией по Кодексу поведения (Code of Conduct, сокр. COC), и все стороны согласились продвигать разработку Кодекса поведения. Отношения между Таиландом и Китаем в целом рассматривались как позитивные. Нейтральная позиция Таиланда позволила ему выступать в качестве посредника и влиять на обсуждения между заинтересованными сторонами.

### Соединённые Штаты
В 1974 году КНР получила обещание невмешательства от Соединённых Штатов, когда она оккупировала остров Ягонг и группу островов Полумесяца у Южного Вьетнама. Соединённые Штаты впервые официально обратились к спору в Южно-Китайском море в 1995 году, когда в своём заявлении сосредоточились на мирном разрешении споров, мире и стабильности, свободе судоходства, нейтралитете в вопросе суверенитета и уважении морских норм. В заявлении 1995 года не было названо ни одного государства по имени.
Политика 1995 года была изменена в 2010 году, когда администрация президента Обамы посчитала, что, хотя Соединённые Штаты не могут занять чью-либо сторону в споре, они всё равно должны сделать заявление о том, что они не принимают пассивно настойчивые действия, предпринимаемые в регионе. На встрече Регионального форума Ассоциации государств Юго-Восточной Азии в июле 2010 года в Ханое государственный секретарь Хиллари Клинтон выступила с речью о разрешении споров в регионе без принуждения и недвусмысленно заявила, что Южно-Китайское море является вопросом национальных интересов США. Её комментарии были расценены министром иностранных дел Китая Ян Цзечи как «фактически атака на Китай», и он предостерёг Соединённые Штаты от превращения Южно-Китайского моря в международный вопрос или многосторонний вопрос.
В 2012 году в пресс-релизе Госдепартамента США КНР была названа напористым государством в регионе и выражена обеспокоенность Соединённых Штатов относительно событий в этом районе. Также в 2012 году госсекретарь Клинтон выступила в поддержку одобрения Конгрессом Конвенции по морскому праву, которая укрепила бы способность США поддерживать страны, выступающие против китайских претензий на определённые острова в этом районе. 29 мая 2012 года представитель Министерства иностранных дел Китая выразил обеспокоенность по поводу такого развития событий, заявив, что «страны Ассоциации государств Юго-Восточной Азии, не претендующие на территориальные права, и страны за пределами региона заняли позицию невмешательства в территориальные споры». В июле 2012 года Сенат США принял резолюцию 524, первоначально предложенную сенатором Джоном Керри, в которой (помимо прочего) говорилось о решительной поддержке Соединёнными Штатами декларации о поведении сторон в Южно-Китайском море 2002 года, подтверждалось обязательство Соединённых Штатов помогать странам Юго-Восточной Азии оставаться сильными и независимыми, а также поддерживались расширенные операции вооружённых сил Соединённых Штатов в западной части Тихого океана.
В 2014 году Соединённые Штаты ответили на претензии Китая на рыболовные угодья других стран, заявив, что «Китай не предоставил никаких объяснений или оснований в соответствии с международным правом для этих обширных морских претензий». Затем командующий морскими силами США Джонатан Гринерт пообещал американскую поддержку Филиппинам в их территориальных конфликтах с КНР. Министерство иностранных дел Китая попросило Соединённые Штаты сохранять нейтральную позицию по этому вопросу. В 2014 и 2015 годах Соединённые Штаты продолжили операции по обеспечению свободы судоходства («FONOP»), в том числе в Южно-Китайском море.
В мае 2015 года Wall Street Journal сообщил, что «ВМС США регулярно осуществляют транзиты в рамках свободы судоходства в регионе... [но] ещё не получили явного разрешения от администрации на то, чтобы делать это в пределах 12 морских миль от искусственных островов». На диалоге Шангри-Ла 30 мая 2015 года министр обороны Эштон Картер обратил внимание на искусственные острова Китая, заявив, что: «Китай не соответствует... международным правилам, [поскольку] превращение подводной скалы в аэродром просто не даёт прав на суверенитет или не допускает ограничений на международный воздушный или морской транзит... Все страны должны иметь право на свободу судоходства, [и] Америка, наряду со своими союзниками и партнерами в [регионе], не будет отстранена от осуществления этих прав». 18 сентября 2015 года Министерство иностранных дел Китая ответило, заявив, что «Китай, как и США, выступает за свободу судоходства в Южно-Китайском море, но выступает против попыток любой страны оспорить территориальный суверенитет Китая... под предлогом защиты свободы судоходства», и в начале октября 2015 года Министерство обороны США ясно дало понять, что свобода навигации в пределах 12 морских миль от одного из искусственных островов Китая — это «вопрос не «если», а «когда», и к середине октября 2015 года официальные лица США заявили, что FONOP ожидается «в течение нескольких дней». 27 октября 2015 года американский эсминец USS Lassen прошёл в пределах 12 морских миль отвоеванной земли на рифе Суби в качестве первой операции в серии «Операций по свободе навигации». Это был первый случай с 2012 года, когда США напрямую оспорили претензии Китая на территориальные границы острова. 8–9 ноября 2015 года два американских стратегических бомбардировщика B-52 пролетели вблизи искусственных островов, построенных Китаем, в районе островов Спратли и были связаны с китайскими наземными диспетчерами, но продолжили свою миссию без помех.

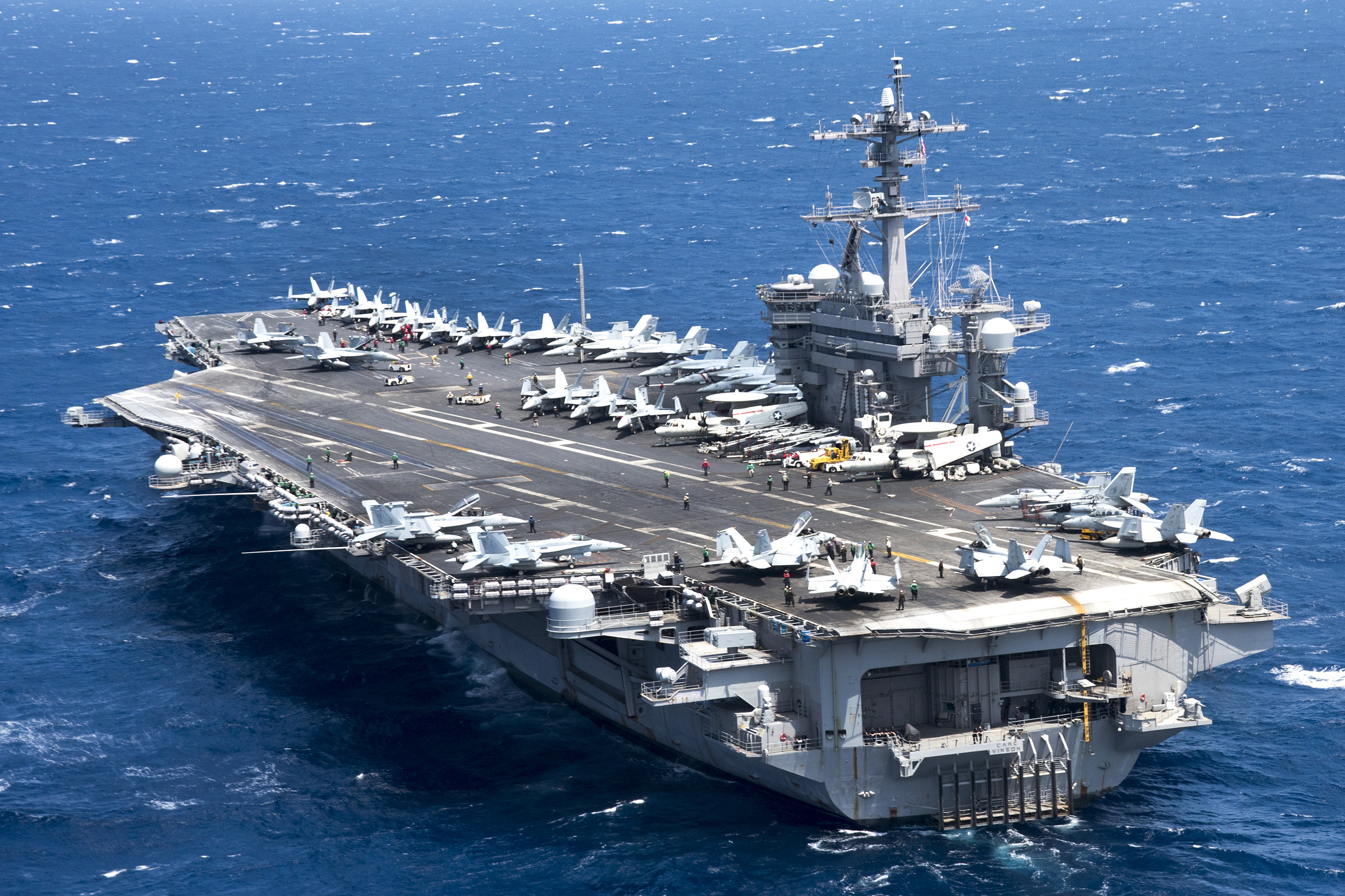
Авианосец USS Carl Vinson в Южно-Китайском море, 2017 год

Администрация президента Трампа увеличила частоту операций по обеспечению свободы судоходства в Южно-Китайском море. В июне 2020 года посол США в ООН Келли Крафт направила генеральному секретарю ООН письмо, в котором разъясняла позицию США в отношении «чрезмерных морских притязаний» Китая. 14 июля 2020 года госсекретарь США Майк Помпео объявил притязания и принуждение Китая в некоторых частях Южно-Китайского моря «совершенно незаконными». 26 августа 2020 года США ввели санкции против отдельных лиц и 24 китайских компаний, связанных со строительством и милитаризацией искусственных островов.
Публикации, проведённые США, дали рекомендации для курсов действий, которые Соединённые Штаты могли бы предпринять в ответ на деятельность КНР в Южно-Китайском море.
Военно-морские силы США провели учения по обеспечению свободы судоходства в Южно-Китайском море, чтобы противостоять вьетнамским притязаниям в регионе, особенно вокруг островов Кондао.
США, Япония и Филиппины провели военные учения, призванные «(обеспечить) всем странам свободу летать, плавать и действовать везде, где это разрешено международным правом» 7 апреля 2024 года в преддверии запланированного трёхстороннего саммита. Южное командование НОАК Китая опубликовало заявления, в которых говорилось, что оно организует «совместные морские и воздушные боевые патрули в Южно-Китайском море» и «Все военные действия, которые портят ситуацию в Южно-Китайском море и создают горячие точки, находятся под контролем».

## Споры и Конвенция ООН по морскому праву
Один наблюдатель, приглашённый доцент кафедры международного права в Университете Де Ла Саль, Филиппины, заметил::388
В то время как КНР, Китайская Республика и Вьетнам претендуют на весь архипелаг Спратли из-за того, что они считают своим «историческим правом» на этот район, Бруней, Малайзия и Филиппины основывают свои претензии на положениях, касающихся континентальных шельфов, изложенных в Конвенции ООН по морскому праву. [...] Хотя некоторые утверждают, что исторические претензии КНР, Китайской Республики и Вьетнама следует отбросить, поскольку они не соответствуют положениям Конвенции ООН по морскому праву, это нереалистично. Понятие исторического права лежит в основе их претензий на архипелаг Спратли и вряд ли рассеется просто потому, что аналитики решат их игнорировать. В результате любая предлагаемая структура должна учитывать такие опасения.
Оригинальный текст (англ.)While the PRC, ROC and Vietnam claim  the entire Spratly archipelago because of what they perceive to be their "historical right" to the area, Brunei, Malaysia, and the Philippines base their respective claims on the stipulations regarding continental shelves outlined in UNCLOS. [...] While some would argue that the historical claims of the PRC, ROC, and Vietnam should be discarded because they do not conform to the stipulations of UNCLOS, this is unrealistic. The notion of historical entitlement sits at the foundation of their claims to the Spratly archipelago and are unlikely to dissipate simply because analysts choose to ignore them. As a result, any proposed framework must address such concerns.
Этот наблюдатель приходит к выводу: «UNCLOS должен применяться к вопросу островов Спратли таким образом, чтобы объяснить уникальные характеристики спора»:401.

### источники
- Security and International Politics in the South China Sea: Towards a co-operative management regime. — illustrated. — Taylor & Francis, 2008. — ISBN 978-0-203-88524-6.
- Bonnet, Francois-Xavier (November 2012). Geopolitics of Scarborough Shoal (PDF). Irasec's Discussion Paper (14). Institut de Recherche sur l'Asie du Sud-Est Contemporaine – Research Institute on Contemporary Southeast Asia.
- Antonio Carpio (24 мая 2024). Philippine Island Territories in the West Philippine Sea (YouTube video). Institute for Maritime and Ocean Affairs.[неавторитетный источник]
- War Or Peace in the South China Sea?. — illustrated. — NIAS Press, 2002. — ISBN 978-8791114014.
- Vietnam Joins the World. — M.E. Sharpe, 1997. — ISBN 978-0-7656-3306-4.
- Nordquist, Myron H. Security Flashpoints: Oil, Islands, Sea Access and Military Confrontation; [twenty-first Annual Seminar Held at the UN Plaza Hotel in New York City from February 7 – 8, 1997] / Myron H. Nordquist, John Norton Moore. — Martinus Nijhoff Publishers, 1998. — ISBN 978-90-411-1056-5.
- Pak, Hŭi-gwŏn. The Law of the Sea and Northeast Asia: A Challenge for Cooperation. — Martinus Nijhoff Publishers, 2000. — Vol. 35. — ISBN 978-9041114075.
- Severino, Rodolfo. Where in the World is the Philippines?: Debating Its National Territory. — illustrated. — Institute of Southeast Asian Studies, 2011. — ISBN 978-9814311717.
- Wortzel, Larry M. Dictionary of Contemporary Chinese Military History / Larry M. Wortzel, Robin D. S. Higham. — illustrated. — ABC-CLIO, 1999. — ISBN 978-0-313-29337-5.